# Sergei Fjodorowitsch Wolkonski

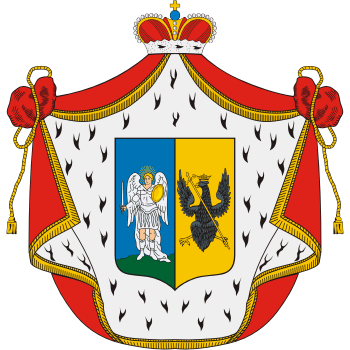
Wappen der Fürsten Wolkonski

Sergei Fjodorowitsch Wolkonski (russisch: Сергей Фёдорович Волконский; * 1715; † 10. März 1784 in Moskau) war ein russischer Fürst und Generalmajor in der Kaiserlich-russischen Armee.

## Leben
S.F. Wolkonski nahm als Offizier am Siebenjährigen Krieg (1756–1763) teil, über seine militärische Laufbahn sind keine Einzelheiten bekannt. Am Ende seiner Militärzeit wurde er zum Generalmajor befördert. Berühmt machte ihn eigentlich eine Legende.

### Die Legende
Seine Ehefrau Maria Dmitrijewna Wolkonskaja, eine geborene Zaadajew († 1775), die sich während des Kriegsdienstes ihres Ehemannes große Sorgen machte, hatte einen Traum. In diesem Traum sagte ihr eine Stimme, dass sie eine kleine Ikone anfertigen lassen solle. Nach der Anfertigung ließ sie diese Ikone, die aus Hartholz angefertigt war,  über Feldmarschall Stepan Fjodorowitsch Apraxin (1702–1758),  an ihren Ehemann weiterleiten. Die Ikone sollte ihren Mann beschützen und ständig begleiten. Während eines Erkundungsauftrages stieß Wolkonski mit seiner Einheit auf den Feind, der unmittelbar darauf das Feuer eröffnete. Wolkonski wurde von einer feindlichen Kugel in die Brust getroffen, die auf die Ikone schlug. Sie rettete ihm somit das Leben. Die Ikone wurde von seinem jüngsten Sohn Nikolai Sergejewitsch aufbewahrt und in den Familienbesitz übergeben.

## Herkunft und Familie
Knes Sergei Fjodorowitsch stammte aus dem russischen Uradelsgeschlecht der Rjuriken und ist der Gründer der vierten Stammreihe im Adelsgeschlecht der Wolkonskis. Sein Vater war Fjodor-Michail Andrejewitsch Wolkonski (1680–1747) (Stammtafel I). Sein Bruder war der russische Generalleutnant Semjon Fjodorowitsch Wolkonski (1703–1768). Sergei heiratete Maria Dmitrijewna Chaadaewa, ihre Nachkommen waren:
- Michail Sergejewitsch Wolkonski (1745–1812)
- Andrei Sergejewitsch Wolkonski (* 1746 in Moskau; † 1828 in Tula)
- Alexander Sergejewitsch Wolkonski ( 1750 in Moskau; † 1811 ebd.)
- Nikolai Sergejewitsch Wolkonski (1753–1821), General der Infanterie und Militärgouverneur